# Synclerostola pertristis
Synclerostola pertristis là một loài bướm đêm trong họ Noctuidae.